# Тасшагіл
Тасшагі́л (каз. Тасшағыл) — село у складі Кзилкогинського району Атирауської області Казахстану. Адміністративний центр Тасшагільського сільського округу.
У радянські часи село називалось Тасшагил.
Населення — 1590 осіб (2021; 1682 у 2009, 1579 у 1999, 1805 у 1989).